# Acacus sarawacus
Acacus sarawacus är en insektsart som först beskrevs av John Obadiah Westwood 1859.  Acacus sarawacus ingår i släktet Acacus och familjen Diapheromeridae. Inga underarter finns listade i Catalogue of Life.